# 石子崎
石子崎，原寫為石仔崎，是臺灣臺南市左鎮區、山上區交界地帶的一個傳統地域名稱，位於左鎮區西北部及山上區南部中央地帶。相較於今日行政區，其範圍大致包括左鎮區的光和里、澄山里北端不含其東南側，以及山上區的平陽里、玉峯里西部邊界地帶中南側一小段。
本地區境內主要聚落為石仔崎、頭前溪、牛食水、𦬬萊宅、大松腳、邦藔。

## 歷史
台灣日治初期，石子崎地區為一街庄，稱為「石仔崎庄」（舊制街庄），隸屬於外新化南里。該庄昔日北邊及東邊北段隔菜寮溪與牛稠埔庄為界，東邊中央大段及偏南側一小段隔菜寮溪分別與菜藔庄、左鎮庄為界，東邊最南側及南邊大部分與山豹庄為鄰，南邊西側一小段與礁坑仔庄為鄰，西邊為𦰡拔林庄、潭頂庄、上仔頂庄。
1901年（日治明治三十四年）11月11日，全台廢縣廳改設二十廳，該庄隸屬於臺南廳。1904年（明治三十七年）3月31日，該庄編入「北外新化區」，隸屬於臺南廳。1909年（明治四十二年）10月25日，全台合併二十廳為十二廳，北外新化區仍隸屬於臺南廳。1920年（大正九年）10月1日，全台地方制度大改正，廢十二廳改設五州二廳，該庄改制並雅化為「石子崎」大字，隸屬於臺南州新化郡左鎮庄（新制街庄）。
戰後左鎮庄改制為左鎮鄉，隸屬於臺南縣，大字亦改制為村。1950年（民國39年）10月25日，雲、嘉、南分治，左鎮鄉仍隸屬於臺南縣。2010年（民國99年）12月25日，臺南縣、市合併為直轄臺南市，左鎮鄉改制為左鎮區，村亦改制為里。

## 聚落
本地區發展較早的聚落為石仔崎、頭前溪、牛食水、𦬬萊宅、大松腳、虎啣（已消失）、邦藔，在日治初期的官方地圖上已有記載。

## 交通
省道台20線是臺南至德高的幹道，其中部分路段稱為「南橫公路」（目前並未全線通車），經過本地區中部偏東的頭前溪聚落。由該道路西行（大方向）可前往山上區南端、新化區、永康區、北區等地；東行（大方向）可前往左鎮區左鎮地區、玉井區、南化區、高雄市甲仙區等地。
區道南180線是豐德至平陽的道路，全線位於本地區境內北部，其西側端點（起點）位於經過本地區西部邊界地帶北側的省道台20線路口，東側端點位於本地區東北部的石仔崎聚落東側。